# Peter Bender (dziennikarz)
Peter Bender (ur. 16 czerwca 1923 w Berlinie, zm. 11 października 2008 tamże) – zachodnioniemiecki dziennikarz, publicysta, historyk.
W 1954 roku rozpoczął pracę jako dziennikarz radiowy. W latach 1961–1970 był redaktorem kolońskiej rozgłośni Westdeutscher Rundfunk, w latach 1970–1988 jej korespondentem w Berlinie. W latach 1973–1974 pracował jako korespondent radia ARD w Warszawie. Był uczestnikiem seminarium politologicznego Henry’ego Kissingera na Uniwersytecie Harvarda.
W latach 70. angażował się w normalizację relacji z Polską.
Współpracował z tygodnikami „Die Zeit” oraz miesięcznikami „Der Monat”, „Merkur”. Jego teksty ukazywały się również w „Polityce”.
Był zwolennikiem kanclerza RFN Willy’ego Brandta i stworzonej przez niego Ostpolitik. W Offensive Entspannung (1964) i Zehn Gründe für die Annerkennung der DDR (1968) wzywał rząd Republiki Federalnej Niemiec do uznania podziału Niemiec, nawiązania kontaktów z Niemiecką Republiką Demokratyczną (NRD) i odrzucenia doktryny Hallsteina. W Das Ende des ideologischen Zeitalters — die Europäisierung Europas (1981) popierał kontynuowanie polityki odprężenia w Europie. Uważał, że Niemcy są zbyt małym państwem, by móc narzucić swoją wizję porządku europejskiego, a jednocześnie zbyt duże, aby traktować je na równi z innymi państwami. Głosił, że główną rolę w zjednoczeniu Niemiec odegrali mieszkańcy NRD. Twierdził, że udało się osiągnąć „koślawą jedność”. Zaznaczał, że politycy zachodnioniemieccy nie byli w stanie zrozumieć mieszkańców NRD, którzy utracili pewność siebie po upadku ich państwa i rozpoczęciu przez Niemcy Zachodnie procesu dekomunizacji. Uchodzi za współautora koncepcji polityki wschodniej Socjaldemokratycznej Partii Niemiec. Jego poglądy często wywoływały kontrowersje.
Jako historyk badał politykę zagraniczną starożytnego Rzymu.
Został odznaczony Krzyżem Komandorskim Orderu Zasługi Rzeczypospolitej Polskiej.

## Wybrane publikacje
- Offensive Entspannung (1964)[1]
- Zehn Gründe für die Annerkennung der DDR (1968)[1]
- Die Ostpolitik Willy Brandts... (1972)[1]
- Das Ende des ideologischen Zeitalters — die Europäisierung Europas (1981)[1]
- Deutsche Parallelen. Anmerkungen zu einer gemeinsamen Geschichte zweier getrennten Staaten[4]
- Fali und Aufstieg. Deutschland zwischen Kriegsende, Teilung und Vereinigung (2002)[6]
- Deutschlands Wiederkehr. Eine ungeteilte Nachkriegsgeschichte 1945–1990 (2007)[2]